# Афинское землетрясение (1999)

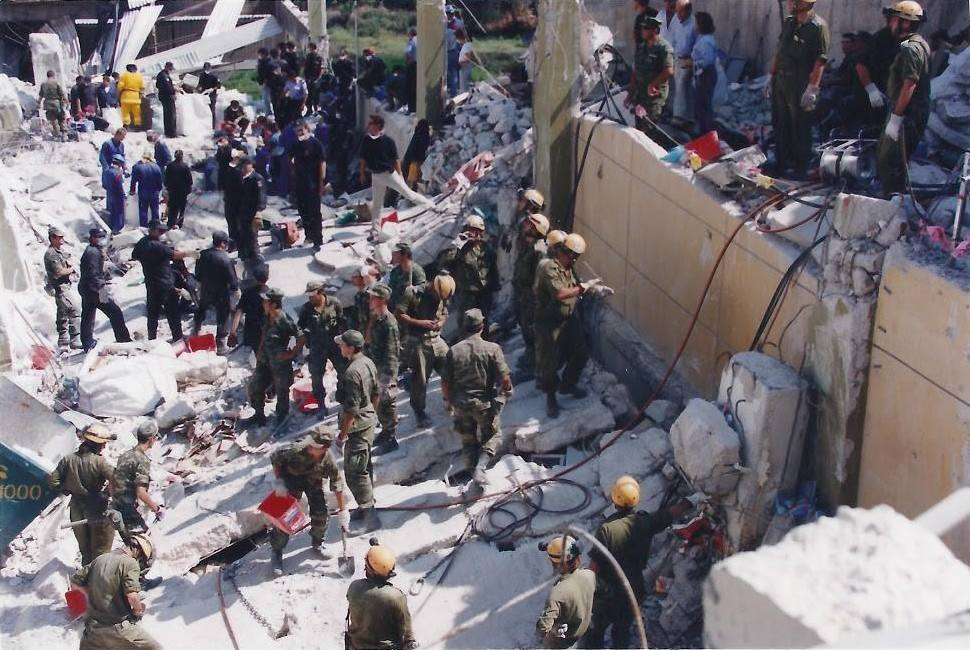
Миссия ЦАХАЛ по оказанию помощи

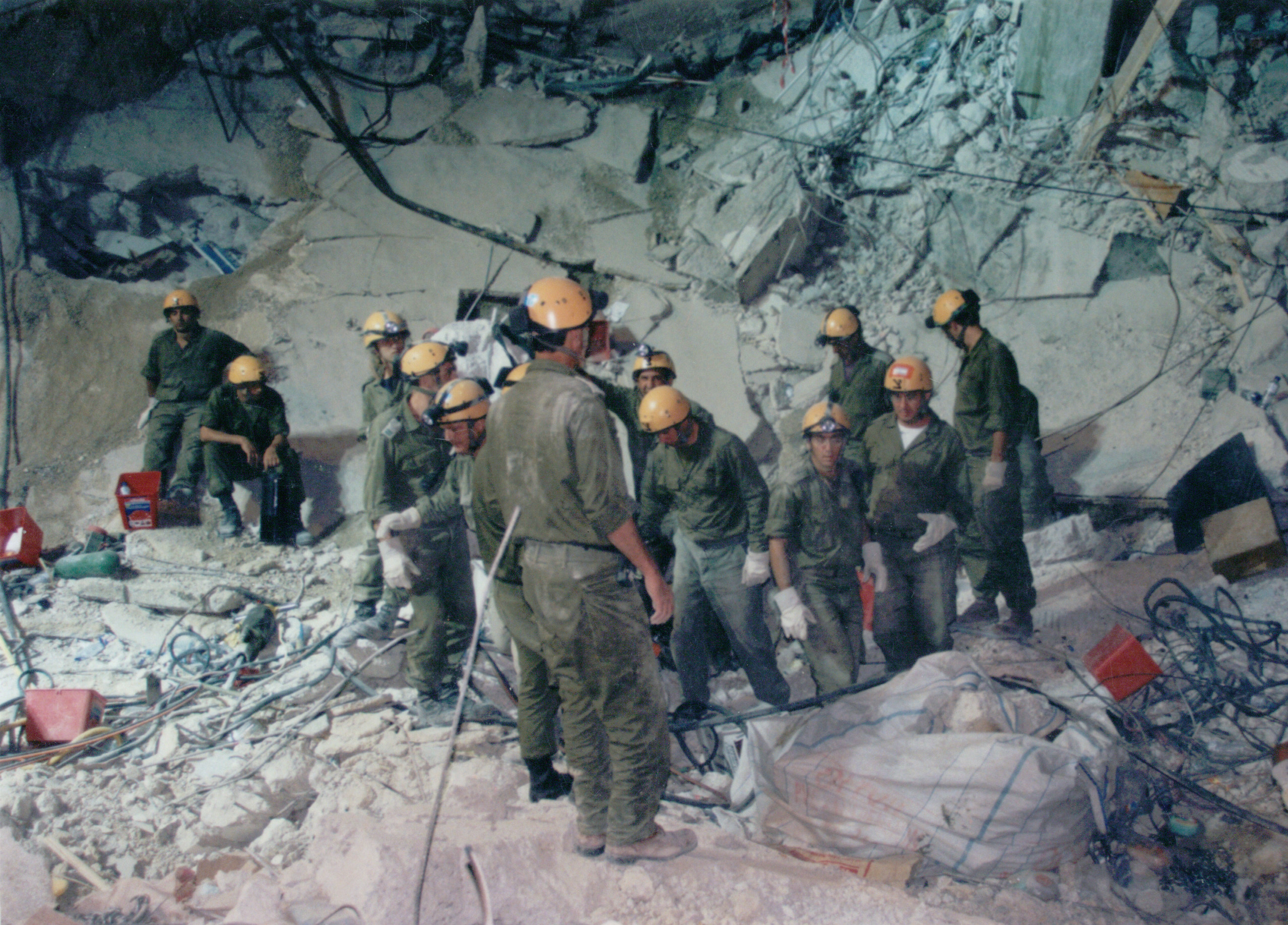
Миссия ЦАХАЛ по оказанию помощи

Землетрясение в Афинах магнитудой 6,0, произошло 7 сентября 1999 года в 14:56:50 по местному времени и продолжалась около 15 секунд в Ано-Льосии. Эпицентр находился примерно в 17 км к северо-западу от центра Афин, в малонаселённой местности между рабочим пригородным городом Ахарне и национальным парком «Парнис». Близость эпицентра к афинскому столичному региону повлекла за собой широкомасштабные структурные повреждения, в основном в населённых пунктах Ано-Льосия, Ахарне, Фили и Тракомакедонес, а также в северных пригородах Афин: Кифисья, Метаморфосис, Каматерон и Неа-Филаделфия. Более 100 зданий (в том числе три крупных фабрики) в этих районах были полностью разрушены, погребя под своими обломками людей, ещё десятки зданий были серьёзно повреждены. Всего погибли 143 человека и более 2000 получили ранения, таким образом это землетрясение стало самым смертоносным в стране за почти полвека. Это землетрясение застало греческих сейсмологов врасплох, поскольку оно произошло по ранее неизвестной причине в районе, который, как долгое время считалось, имел низкую сейсмоопасность. Самое высокое зарегистрированное максимальное ускорение поверхности составило 0,3g, в 15 км от эпицентра, с предположительным ускорением 0,6g в эпицентре.

## Ущерб
Землетрясение 1999 года было самым разрушительным и дорогостоящим стихийным бедствием, обрушившимся на страну за почти 20 лет. Последнее крупное землетрясение, затронувшее Афины, произошло 24 февраля 1981 года, рядом с островами Алкионидес Коринфского залива, примерно 87 км к западу от греческой столицы. Это землетрясение с магнитудой 6,7 привело в 1981 году к гибели 20 человек и значительным повреждениям в городе Коринф и западных пригородах Афин.

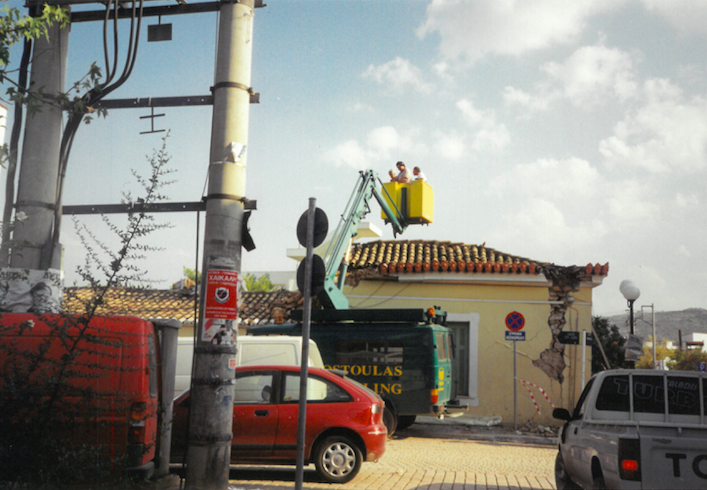

Наряду с близостью эпицентра к афинской агломерации, землетрясение 1999 года также имело очень неглубокий гипоцентр в сочетании с необычно высоким ускорением поверхности. Неожиданно большой урон также был причинён городу Адамес. Материальный ущерб был оценён примерно в 3 млрд долларов. Без существенных структурных повреждений обошлось в муниципалитете Афин, а также на южной и восточной окраинах города. Афинский акрополь и другие знаменитые древние афинские памятники остались невредимыми, либо получили лишь незначительные повреждения. Оползень и несколько трещин были зафиксированы вдоль дороги, ведущей к вершине горы Парнита. Также сообщалось о незначительных повреждениях водопровода и канализации вблизи эпицентра.

## Турецкая помощь
Землетрясение произошло менее чем через месяц после более масштабной катастрофы в Турции. Эта своеобразная череда землетрясений и взаимопомощи двух стран породила так называемую «греко-турецкую дипломатию землетрясений», которая дала надежду на прорыв в двусторонних отношениях, омрачённых десятилетиями взаимной враждебности. Турция ответила взаимностью на помощь Греции, оказанную сразу же после турецкого землетрясения 17 августа 1999 года. Специальная рабочая группа была сформирована в составе секретариата турецкого премьер-министра, турецких вооружённых сил, министерства иностранных дел, министерства внутренних дел и посольства Греции в Анкаре. Первая группа турецких спасателей в составе 20 человек прибыла в Афины в течение 13 часов после землетрясения. На телефонные линии греческого консульства и посольства в Турции звонило множество турецких граждан, предлагавших пожертвовать свою кровь.